# Jarabulus Tahtani
Jarabulus Tahtani (tiếng Ả Rập: جرابلس تحتاني, đã Latinh hoá: Jarābulus Taḩtānī ' Hạ Jarabulus ') là một ngôi làng ở phía bắc tỉnh Aleppo, miền bắc Syria. Nằm ở vùng đất ngập nước của đồng bằng Jarabulus, trên bờ phía tây của sông Euphrates, ngôi làng nằm ở khoảng 2 km (1,2 mi) về phía đông nam của Jarabulus, và khoảng 3 km (1,9 mi) phía nam biên giới với tỉnh Gaziantep của Thổ Nhĩ Kỳ. 
Với 2.170 cư dân, theo điều tra dân số năm 2004, là ngôi làng lớn thứ hai của Nahiya Jarabulus trong Quận Jarabulus.  Cây cầu nối Jarabulus Tahtani với Shuyukh Fawqani ở Kobanî Canton of Rojava bán tự trị đã bị hư hại nghiêm trọng vào tháng 3/2015.

## Nội chiến Syria
Vào ngày 6 tháng 3 năm 2015, sau khi người Kurd chiếm lại Kobanî, ISIL đã thổi bay phía tây của cầu al-Nasiriyyah, một cây cầu đường hiện đại trước đây đã bị pháo phá hủy vào ngày 10 tháng 2 năm 2014. Jarabulus Tahtani đã bị bắt giữ vào ngày 24 tháng 8 năm 2016 bởi các chiến binh FSA do Thổ Nhĩ Kỳ hậu thuẫn vào ngày đầu tiên của cuộc tấn công Jarabulus của họ.